# Sósborszesz
A sósborszesz víz, konyhasó, finomszesz, etil-acetát és mentolkristály felhasználásával készített alkoholos oldat. Korábban más adalékanyagok is kerülhettek bele: önantéter, kaprinsavas és kaprilsavas amiléter, amilalkohol és éter-aldehid frakció. Gyógyszertári neve: Spiritus menthae cum sale.

## Története
A sósborszesz már a 19. század végén elengedhetetlen kelléke volt a magyar háztartásoknak.
Thék Mór a Városház utcában már 1858-ban, Werther Frigyes vegyésztechnikus – aki a berlini Dr. Hermbstadt vegyészet-tanár tanítványa volt – 1863-tól gyártott sós-borszesz elnevezésű terméket, azonban ezek összetételét nem ismerni.
Werther szerint a feltalálója William Lee, kinek az erről írt Selbst-Arzt c. könyvét fordította le.
Brázay Kálmán – Werther receptjét továbbfejlesztve – 1865-től gyártott sósborszeszt: a finomszeszbe olajokat, aromákat kevert, s ezt hígította sós vízzel. A szer, mely bedörzsölés útján frissített, de a fájdalmat is enyhítette, reumatikus panaszokra, fejfájásra és fertőtlenítésre, korpaképződés ellen és fog tisztítására is használták, óriási sikert aratott, hamarosan háziszerré vált, minden vegyeskereskedés és drogéria polcain jelen volt, a legkisebb falusi szatócsboltban is árulták.
A sósborszesz népszerűsége nyomán mások is próbálkoztak hasonló készítményt előállítani. A legsikeresebben Erényi Béla gyógyszerész, akinek 1907-től árult mentolos Diana sósborszeszének népszerűsítésére amerikai stílusú reklámkampányt indított, s végül ki is szorította a piacról a Brázay-féle készítményt. Annak ellenére lett piacvezető, hogy már több évtizede jelen volt a Vértes-féle, a Fedák-féle sósborszesz, az (Első) Alföldi Fehérkeresztes, és a Fábián-féle Szanatórium Sósborszesz is.
A sósborszesz elterjedéséhez a gyér orvosi ellátás és a kozmetikai készítmények hiánya járult hozzá.
A korai ferencpálinka elnevezés egy leiterjakab, a német Franzbranntwein félrefordítása. Nemcsak sósborszeszt jelentett, hanem a bedörzsölő szeszek általános gyűjtőneve volt. A német Franzbranntwein (gyógyszertári nevén Spiritus Vini gallici) ma sem sósborszesz, hanem a bedörzsölő szeszek egy jellegzetes német változata, ami különböző illóolajokat, monoterpéneket és tinktúrákat tartalmaz, időnként kámforral is kiegészítve.

## Történelmi sósborszeszek

### Sósborszesz márkanevek, gyártóik

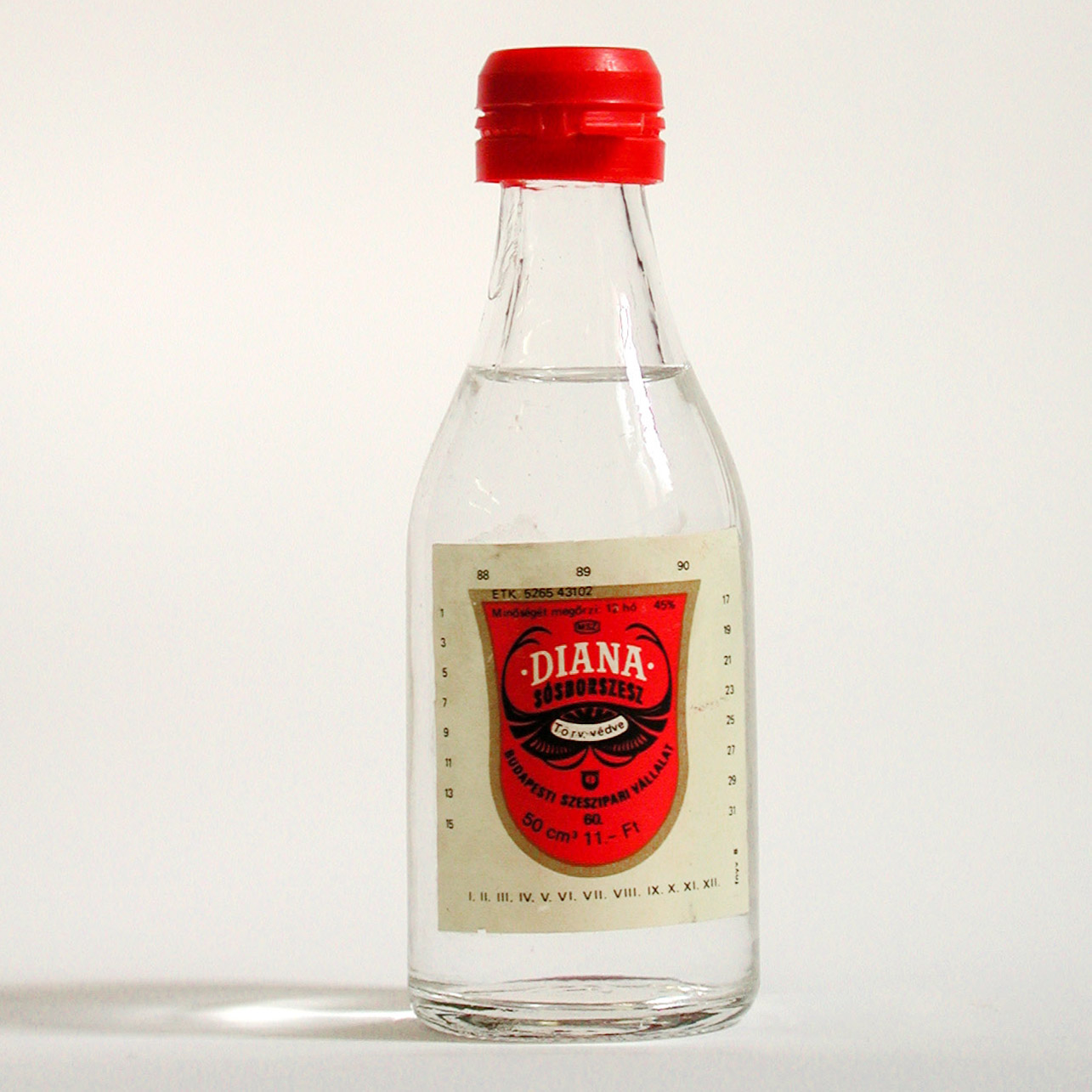
Diana sósborszesz, korabeli csomagolásban. 1978.

- Adria / Törökszentmiklós (1942-44)
- Adria / Nagyvárad (1910)
- Alpa / cseh (1913-1936 k.)
- Antonia / (1935)
- Apáca / -Adriatika Rt. (1920-1926)
- Általános Fogyasztási Szövetkezet (1913)
- Babér / Varró A. Béla, Szeged (1910-11) "A legtökéletesebb sósborszesz-készítmény!"
- Bárdos / dr. Bárdos féle (1919-25)
- Baronett / -Baronett Rt.
- Baros Gábor féle / Baros Gábor Ferencz-pálinka (1904)
- Bárvárt / (1876-88)
- Bóni / (1911-12)
- Borolin / dr. Borovszky R. és Borovszky K. (1911-38) "Erő – egészség"
- Brázay / Werther és Brázay / Ország út 25 (1868-)
- Brázay / Brázay Kálmán (1876-1948)
- Czurda / -Szent István királyhoz gyt., Kiskunhalas (1903-1925)
- Csontváry / Csontváry Kosztka Tivadar: -Vörös Kereszthez gyt. Gács(1886)
- Diana / Erényi Béla (1905-1910)
- Diana / -Diana Kereskedelmi és Ipari Rt. (1910-)
- Diana / -Panacea Gyógyszervegyészeti Rt.
- Diana / -Sósborszesz és Cukorkagyár
- Diana / -Magyar Likőripari Vállalat
- Diana / -Budapesti Likőripari Vállalat
- Diana / -Budapesti Szeszipari Vállalat
- Első Alföldi Fehér Kereszt / Kecskemét (1907)
- Engl / Engl Bernát, Frangepán utcában, 1880 / 1938
- Fedák / (1912-13)
- Fedol / Franzbranntwein (1907-23)
- Fenyő / Detrich Endre, Stubnyafürdő (1911-12)
- Góliát / Zoltán Béla -Zoltán Béla gyt., Bp., Szabadság tér (1898-1933)
- Gschwindt (1914)
- Hajnal / 1938
- Hangya szövetkezet / Meggyesfalván (1943
- Harácsek féle Menthol / Nagybánya (1900-08)
- Hedin / Fekete Andor, -Páduai Szent Antal gyt. Bp., IX. Ferenc krt. 22. (1907)
- Inda / Balázsovich Sándor, -Korona gyt. Sepsiszentgyörgy, Kossuth tér 155. (1904) Franzbranntwein, Inda-szesz, Székely mentőszesz (1906-21)
- Inda Székelyhavasi / -Indaművek, Balázsovich Sándor R.t., Bp. X. Szapáry u. 31. (1922-31)
- Luna / Hazai likőr- rum és szeszárugyár Rt (1911)
- Moll / német (1904)
- Müller féle / Müller Vilmos gyógyszerész - Bácstopolya (1906-11)
- Oroszlán / "Legjobb az Oroszlán sósborszesz" (1908-20)
- Radicum sósborszesz (1918-21)
- Radium / Erényi S. (1911-18)
- Roykó féle / Roykó Viktor (1891-, 1904)
- Szanatórium / Fábián Lajos. Gyula "Az egyedüli sósborszesz, amely jótékony célokat is szolgál" (1907, -1927)
- Szövetkezeti / Hangya Ipar Rt., Budafok, Tóth József u. 15-17. (1920-)
- Thék-féle / Pest, Városház u. (1858)
- Vértes / Lugos 126. -Sas gyt. Ferencz-pálinka (1904-1907) "Minden házban szükséges"
- Werther-féle / Pest, Országút (ma Múzeum krt.) 25. (1863-1867)
- kalapácsos védjegyű / (1920)

## Élettani hatásai
Főleg a láb bedörzsölésére, masszírozására ajánlják hosszan tartó állás, gyaloglás után, túlsúly, terhesség, ülő életmód esetén. A jobb hatás érdekében a modern készítményekhez különböző gyógynövényeket (például közönséges pagodafa virágának kivonatát, grapefruitmag-, szőlőmagkivonatot stb.), illóolajokat, ricinusolajat, koffeint stb. adnak. Fokozza a vérkeringést, ezért ajánlott reuma esetén, a fejbőr és a hajgyökerek kezelésére.
Mint minden gyógyszernek a sósborszesznek is lehetnek mellékhatásai. A készítmény bőrirritációt, bőrkiütéseket, mentolra érzékeny egyéneknél gégegörcsöt, légzésbénulást (apnoet) okozhat.

## Külső hivatkozások
- http://epa.oszk.hu/00000/00003/00014/szabo.htm Diana és a többi
- http://hvg.hu/print/20050325diana.aspx Diana és a többi
- https://web.archive.org/web/20070929105652/http://www.nol.hu/gyujtesek/lelohely/framed/6627/ Diana / Zugló A-tól Zs-ig
- https://web.archive.org/web/20170318001224/http://ujszo.com/cimkek/kultura/2003/07/04/leborulva-a-cedrus-elott Csontváry: "sósborszesz készítő gyógyszerész"
- http://mek.oszk.hu/11800/11864/html/szabad-otletek-jegyzeke.html József Attila: Szabad-ötletek jegyzéke két ülésben
- https://web.archive.org/web/20060715171145/http://www.terebess.hu/keletkultinfo/karneval/03.html Hamvas Béla: Karnevál